# Viestardsorden
Viestardsorden (lettiska: Viestura ordenis) är en lettisk orden som instiftade år 1938. Ordens namn syftar till en lettisk folkhjälte från 1200-talet, Viestards. Orden delas ut för meriter för Lettlands säkerhets utveckling eller förstärkning. Mottagaren behöver inte vara n lettisk medborgare.
Före sovjetiska ockupationen år 1940, då orden avskaffades, delades utmärkelsen ut till 3221 personer (mestadels till soldater). Orden grundades dock åter år 2004. Lettlands president är ordens stormästare och bekräftar nya benämningar.
Utmärkelsen delas ut i fem klasser (storkors, storofficerare, kommendör, officerare och riddare) samt med tre medaljklasser. Det finns en division för dem militära som har två gyllene svärd i orden band och en annan för dem civila som saknar svärd:
- militära divisionen
- civila divisionen